# زنگو (سرایان)
زنگو روستایی در دهستان سه قلعه بخش سه قلعه شهرستان سرایان استان خراسان جنوبی ایران است. بر پایه سرشماری عمومی نفوس و مسکن در سال ۱۳۹۰ جمعیت این روستا ۵۵۵ نفر (در ۱۶۶ خانوار) بوده است.
در سرشماری آبان ماه ۱۴۰۳ ، جمعیت روستا ۱۱۰۰ نفر در ۲۰۰ خانوار شمارش شد